# 喪屍片

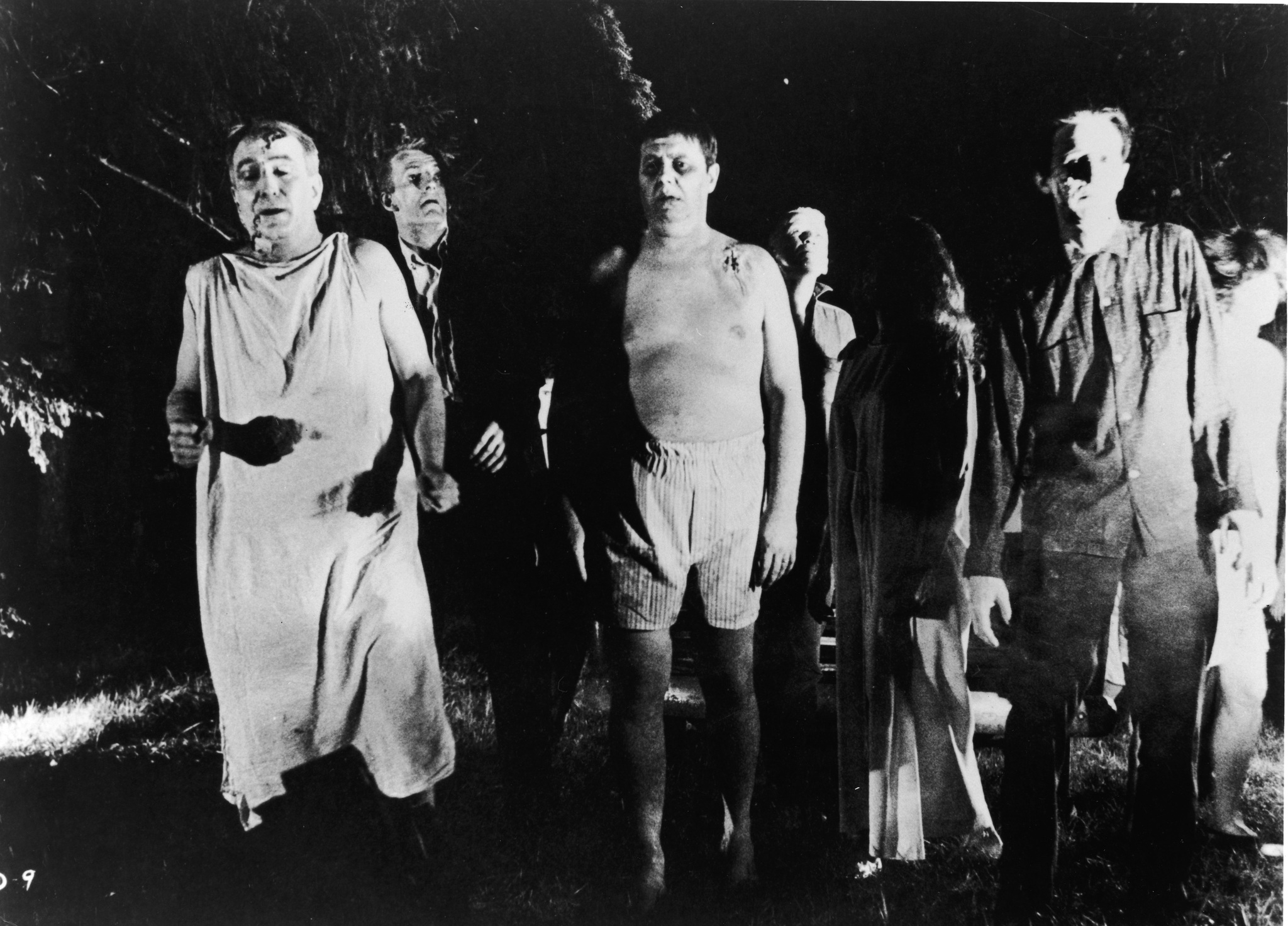
喬治·安德魯·羅梅羅所執導的電影《活死人之夜》被認為是現代喪屍文化的啟蒙

丧尸片是一种电影、剧集类型。喪屍是一种虚构生物，通常被描绘成复活的尸体或被病毒感染的人类，并且是嗜人肉、嗜人血的食人怪物。
虽然丧尸电影、剧集通常归类于恐怖片类型，但也有一些作品分类到其他类型，如动作片、喜剧片、科幻片、惊悚片或爱情片。

## 喪屍題材虛構作品
喪屍在各式各樣恐怖或科幻或奇幻類的文學、漫畫、動畫、電玩、劇集、電影中屢次登場。在這些作品中，喪屍具有不斷傳染，同化人類的能力。由病毒或化學毒物等為媒介，通常藉由抓傷、咬傷或寄生蟲在人甚至動物間傳染，受害者通常會瀕死並轉化成喪屍。在一些作品中，轉化的現象是死後才出現；而在另一些作品中，細胞完全死亡的生物不能變成喪屍。在《惡靈古堡》中，植物也可以受感染病毒而成為喪屍。
當代作品對喪屍的設定始見於科幻小說《最後一個人》中的「吸血鬼」。書中的「真吸血鬼」並不像西方傳說中的吸血鬼，書中的「疑似吸血鬼」反而和西方傳說中典型的「吸血鬼真祖」相似。
確認近代喪屍形象並有深遠影響的是恐怖電影《活死人之夜》，這部作品中的喪屍行動遲緩、智力低下、成群出現並攻擊活人，被它們咬傷的人也會變成喪屍。後來許多恐怖作品沿襲了這樣的設定。
對於影視作品來說，喪屍形象來自沒有複雜的歷史背景或森嚴的社會等級的非洲文化，不需要吸血鬼真祖、吸血鬼貴族等複雜的設定，更接近活死人的本來面目。
- 喪屍題材作品列表
- 喪屍電影列表